# Together (album de Marcus & Martinus)
 (juin 2024).
La mise en forme du texte ne suit pas les recommandations de Wikipédia : il faut le « wikifier ».
Les points d'amélioration suivants sont les cas les plus fréquents. Le détail des points à revoir est peut-être précisé sur la page de discussion.
- Les titres sont pré-formatés par le logiciel. Ils ne sont ni en capitales, ni en gras.
- Le texte ne doit pas être écrit en capitales (les noms de famille non plus), ni en gras, ni en italique, ni en « petit »…
- Le gras n'est utilisé que pour surligner le titre de l'article dans l'introduction, une seule fois.
- L'italique est rarement utilisé : mots en langue étrangère, titres d'œuvres, noms de bateaux, etc.
- Les citations ne sont pas en italique mais en corps de texte normal. Elles sont entourées par des guillemets français : « et ».
- Les listes à puces sont à éviter, des paragraphes rédigés étant largement préférés. Les tableaux sont à réserver à la présentation de données structurées (résultats, etc.).
- Les appels de note de bas de page (petits chiffres en exposant, introduits par l'outil «  Source ») sont à placer entre la fin de phrase et le point final[comme ça].
- Les liens internes (vers d'autres articles de Wikipédia) sont à choisir avec parcimonie. Créez des liens vers des articles approfondissant le sujet. Les termes génériques sans rapport avec le sujet sont à éviter, ainsi que les répétitions de liens vers un même terme.
- Les liens externes sont à placer uniquement dans une section « Liens externes », à la fin de l'article. Ces liens sont à choisir avec parcimonie suivant les règles définies. Si un lien sert de source à l'article, son insertion dans le texte est à faire par les notes de bas de page.
- La présentation des références doit suivre les conventions bibliographiques. Il est recommandé d'utiliser les modèles {{Ouvrage}}, {{Chapitre}}, {{Article}}, {{Lien web}} et/ou {{Bibliographie}}. Le mode d'édition visuel peut mettre en forme automatiquement les références.
- Insérer une infobox (cadre d'informations à droite) n'est pas obligatoire pour parachever la mise en page.

Pour une aide détaillée, merci de consulter Aide:Wikification.
Si vous pensez que ces points ont été résolus, vous pouvez retirer ce bandeau et améliorer la mise en forme d'un autre article.
Pour les articles homonymes, voir Together.
Together est le deuxième album du duo pop norvégien Marcus & Martinus. Il s'agit de leur premier album studio en anglais. L'album est sorti chez Sony Music le 4 novembre 2016 et a fait ses débuts en tant que numéro 1 du classement officiel des albums norvégien VG-lista et du classement des albums suédois Sverigetopplistan.

## Singles
« Girls » est sorti comme premier single de l'album le 20 mai 2016. La chanson a atteint le numéro 1 du classement norvégien des singles et le numéro 40 du classement suédois des singles. « Heartbeat » est sorti comme deuxième single de l'album le 24 mai 2016. La chanson a culminé au numéro 21 du classement norvégien des singles et au numéro 61 du classement suédois des singles. « I Don't Wanna Fall in Love » est sorti comme troisième single de l'album le 27 mai 2016. La chanson a atteint la 37e place du classement norvégien des singles. « Light It Up » est sorti comme quatrième single de l'album le 29 juillet 2016. La chanson a culminé au numéro 9 du classement norvégien des singles et au numéro 23 du classement suédois des singles. « One More Second » est sorti comme cinquième single de l'album le 20 octobre 2016. La chanson a culminé au numéro 30 du classement norvégien des singles et au numéro 57 du classement suédois des singles. « Go Where You Go » est sorti comme sixième single de l'album le 28 octobre 2016. « Without You » est sorti comme septième single de l'album le 2 novembre 2016. « Bae » est sorti comme huitième single de l'album le 4 mars 2017. La chanson n'est pas entrée dans le classement des singles suédois, mais a atteint le numéro 1 du Sweden Heatseeker Songs.

## Liste des titres
| No  | Titre                                     | Durée |
| --- | ----------------------------------------- | ----- |
| 1.  | Girls (avec Madcon)                       | 3:28  |
| 2.  | Without You                               | 3:12  |
| 3.  | Light It Up (avec Samantha J)             | 3:14  |
| 4.  | One More Second                           | 3:21  |
| 5.  | Heartbeat                                 | 2:45  |
| 6.  | Go Where You Go                           | 2:54  |
| 7.  | Hey You                                   | 2:46  |
| 8.  | Bae                                       | 3:04  |
| 9.  | I Don't Wanna Fall in Love                | 3:11  |
| 10. | Together                                  | 2:47  |
| 11. | Girls (feat. Madcon) (Alex Mattson Remix) | 3:10  |
| 12. | Heartbeat (Maybon Remix)                  | 3:17  |